# كلية الصيدلة بجامعة القصيم
كلية الصيدلة بجامعة القصيم هي كلية أنشئت في عام 2006، واستقبلت أول دفعة لها في عام 2007، تتميز ببرنامج (دكتور صيدلي) الذي حصلت على شهادة اعتماده من مجلس الاعتماد الصيدلي بالولايات المتحدة الأمريكية، لتكون ثالث كلية المملكة العربية السعودية والخليج العربي تحصل على هذا الاعتماد.

## أقسام الكلية

### قسم ممارسة الصيدلة
يدرس القسم مقررات في مجال الصيدلة الإكلينيكية والتي تساعد الطالب على اكتساب المهارات اللازمة لخدمة المريض التي يلعب فيها الصيدلي دورا هاما يتعلق بالدواء قبل وبعد تعاطي المريض له، كما يهتم القسم بتدريس المعلومات اللازمة للطالب في آلية الصيدلة لفهم آثير من الأمراض وأسبابها وإعداد الملفات الطبية للمريض حول كل ما يتعلق بالدواء الذي يستعمله المريض أثناء فترة علاجه.

### قسم الصيدلانيات
يختص هذا القسم بالدراسة الصيدلية الأساسية للمواد الخام التي تدخل في تحضير الأدوية الصيدلية في صورتها النهائية (أقراص – حقن – أشربة – تحاميل – مراهم) وغيرها من الأشكال الصيدلانية للأدوية، كما تتعلق الدراسة في هذا القسم بحركية الدواء ويهتم أيضاً بتدريس متطلبات الصناعة الدوائية وتقديم الدعم الفني لها لحل الكثير من المشاكل المتعلقة بإنتاج الدواء.

### قسم الكيمياء الصيدلية والعقاقير
يقدم مقررات في الكيمياء العضوية والتحليلية، وكذلك تعالج الطرق الأساسية والمتطورة لتحليل الأدوية في جميع صورها، ويدرس الطالب هذا القسم علم الكيمياء الصيدلية والدوائية والتي تشرح الكيفية التي يتم بها فاعلية الدواء في جسم الإنسان من الناحية الكيماوية وعلاقة التركيب البنائي للدواء بفاعليته، ويدرس الطالب كيفية تصميم الأدوية وطرق اكتشافها كما يستعرض القسم عدة مقررات عن النواتج الطبيعية والنباتات الطبية وتأثيرها على الإنسان والطرق الآمنة للاستخدام الرشيد لها.

### قسم الأدوية والسموم
يقوم هذا القسم بتدريس مقررات علوم الأدوية والسموم حيث يتعلم الطالب دراسة تأثير الدواء الإيجابي والسلبي على جسم الإنسان وكيفية حساب الجرعات الدوائية وكيفية عمل الدواء في الجسم من الناحية البيوكيميائية والفارماكولوجية للأدوية، كما يدرس أسس علم السموم وتطبيقاته.